# Sci alpino ai II Giochi paralimpici invernali
Per lo sci alpino ai II Giochi paralimpici invernali di Geilo 1980 furono disputate 22 gare (12 maschili e 10 femminili).

## Medagliere
| Posizione | Paese          |    |    |    | Totale |
| --------- | -------------- | -- | -- | -- | ------ |
| 1         | Austria        | 6  | 9  | 6  | 21     |
| 2         | Svizzera       | 4  | 2  | 3  | 9      |
| 3         | Stati Uniti    | 4  | 1  | 1  | 6      |
| 4         | Germania Ovest | 3  | 2  | 7  | 12     |
| 5         | Norvegia       | 2  | 0  | 0  | 2      |
| 6         | Francia        | 1  | 0  | 1  | 2      |
| 7         | Cecoslovacchia | 0  | 1  | 0  | 1      |
| Totale    | Totale         | 22 | 18 | 18 | 58     |

## Podi
Le gare erano divise in:
- Slalom gigante: uomini - donne
- Slalom speciale: uomini - donne

Ogni evento era separato in:
- 1A - in piedi: amputazione alla singola gamba sopra il ginocchio
- 2A - in piedi: amputazione alla singola gamba sotto il ginocchio
- 2B - in piedi: doppia amputazione alle gambe sotto il ginocchio, lieve paralisi cerebrale infantile o handicap equivalente
- 3A - in piedi: amputazione al singolo braccio
- 3B - in piedi: doppia amputazione braccia
- 4 - in piedi: amputazione di un braccio e di una gamba

### Uomini
| Evento          | Classe             | Oro                | Argento             | Bronzo |
| Slalom gigante  |                    |                    |                     |        |
| 1A              | Peter Perner       | Greg Oswald        | Franz Meister       |        |
| 2A              | Markus Ramsauer    | Josef Meusburger   | Eugen Diethelm      |        |
| 2B              | Bernard Baudean    | Gerhard Langer     | Anton Berger        |        |
| 3A              | Rolf Heinzmann     | Heinz Moser        | Theo Feger          |        |
| 3B              | Cato Zahl Pedersen | Felix Gisler       | Niko Moll           |        |
| 4               | Doug Keil          | Nessuno            | Nessuno             |        |
| Slalom speciale |                    |                    |                     |        |
| 1A              | Peter Perner       | Jim Cullen         | Hans Strasser       |        |
| 2A              | Josef Meusburger   | Markus Ramsauer    | Remy Arnod          |        |
| 2B              | Gerhard Langer     | Anton Berger       | Anton Ledermaier    |        |
| 3A              | Rolf Heinzmann     | Hubert Griessmaier | Dietmar Schweninger |        |
| 3B              | Cato Zahl Pedersen | Niko Moll          | Mathias Berger      |        |
| 4               | Doug Keil          | Nessuno            | Nessuno             |        |

### Donne
| Evento          | Classe                | Oro               | Argento           | Bronzo |
| Slalom gigante  |                       |                   |                   |        |
| 1A              | Annemie Schneider     | Christine Winkler | Brigitte Rajchl   |        |
| 2A              | Lana Spreeman         | Lorna Manzer      | Janet Penn        |        |
| 2B              | Elisabeth Osterwalder | Nessuno           | Nessuno           |        |
| 3A              | Cindy Castellano      | Kathy Poohachof   | Franciane Fischer |        |
| 3B              | Brigitte Madlener     | Sabine Barisch    | Sabine Stiefbold  |        |
| Slalom speciale |                       |                   |                   |        |
| 1A              | Annemie Schneider     | Christine Winkler | Ursula Steiger    |        |
| 2A              | Lorna Manzer          | Heidi Jauk        | Reinhild Möller   |        |
| 2B              | Elisabeth Osterwalder | Nessuno           | Nessuno           |        |
| 3A              | Cindy Castellano      | Eva Lemezova      | Franciane Fischer |        |
| 3B              | Sabine Barisch        | Brigitte Madlener | Evelyn Werner     |        |